# Zhaogezhuang
Zhaogezhuang (kinesiska: 赵各庄) är en ort i Kina. Den ligger i provinsen Hebei, i den norra delen av landet, omkring 170 kilometer öster om huvudstaden Peking. Antalet invånare är 86 555.
Runt Zhaogezhuang är det mycket tätbefolkat, med 1 692 invånare per kvadratkilometer. Närmaste större samhälle är Linxi, 6,8 km sydost om Zhaogezhuang. Trakten runt Zhaogezhuang består till största delen av jordbruksmark.
Genomsnittlig årsnederbörd är 846 millimeter. Den regnigaste månaden är augusti, med i genomsnitt 199 mm nederbörd, och den torraste är januari, med 2 mm nederbörd.